# Dagnija Osite-Krüger
Dagnija Osite-Krüger (* 6. Februar 1946 als Dagnija Osīte in Riga, Lettland) ist eine lettisch-deutsche Filmregisseurin und Fotografin.

## Leben und Wirken
Dagnija Osīte wuchs in Riga auf, wo sie acht Jahre lang eine musikalische Ausbildung erhielt. Von 1970 bis 1975 studierte sie Regie am Filminstitut WGIK in Moskau. Sie lernte ihren ersten Mann kennen und zog zu ihm in die DDR.  Ihren Diplomfilm Bad Doberan... realisierte sie 1974/75 im Fernsehstudio Rostock. Anschließend arbeitete sie als freiberufliche Regisseurin und Autorin unter anderem für das DEFA-Studio für Dokumentarfilme.
1977 drehte die Regisseurin den poetischen Kurzfilm Ablinga über ein 1941 während des Zweiten Weltkriegs von Deutschen zerstörtes Dorf in Litauen, an dessen Stelle heute Holzskulpturen stehen. Biograf Detlef Kannapin unterstrich, dass die Regisseurin mit dem Film etwas schaffte, „das nur selten tatsächlich erreicht werden kann: Einen Nicht-Ort wieder sichtbar zu machen“. Untermalt wurden die Aufnahmen von einem lyrischen Text des litauischen Nationaldichters Justinas Marcinkevičius, der von Lotte Loebinger eingelesen wurde.
Vier Jahre später gelang Dagnija Osite-Krüger mit der für das DDR-Fernsehen entstandenen Produktion Vivos voco – Ich rufe die Lebenden über die Bedeutung von Kirchenglocken mit einem Text der Autorin Helga Schütz ein weiteres, künstlerisch vielbeachtetes Filmwerk. 1982 erhielt Vivos Voco in Jena während eines Kongresses der Association internationale du cinéma scientifique (AICS) ein Ehrendiplom für Wissensvermittlung.
Daneben realisierte die Filmemacherin zu Beginn der 1980er-Jahre unter anderem mehrere Folgen der TV-Reihe Russisch für Sie. Zuletzt drehte sie 1983 für das Studio Halle des Fernsehens der DDR den Film Ein halbes Jahrhundert Dornburg.
1984 reiste Osite-Krüger aus der DDR aus und ließ sich mit ihrem neuen Lebensgefährten, einem Schweizer, in Basel nieder. Dort studierte sie Germanistik, Kunst und Psychologie und war für eine Kirchengemeinde tätig. Unter dem Namen Dagnija Huez verwirklichte sie als Fotografin mehrere Ausstellungen. Später zog sie nach Leipzig.

## Filmografie (Auswahl)
- 1975: Bad Doberan ... (Diplomfilm)
- 1975: Keine Helden von der Stange – Begegnungen mit Menschen unseres Alltags (TV-Dokumentarfilm)
- 1977: Ablinga (Kino-Dokumentarfilm)
- 1981: Vivos voco – Ich rufe die Lebenden (TV-Dokumentarfilm)
- 1982: Der besondere Tag: Wie schwer es ist, pünktlich zu sein (TV-Dokumentarfilm)
- 1983: Ansichtskarte: Wandervögel auf der Leuchtenburg (TV-Dokumentarfilm)
- 1983: Ein halbes Jahrhundert Dornburg (TV-Dokumentarfilm)